# 鹿児島県立錦江湾高等学校
鹿児島県立錦江湾高等学校（かごしまけんりつきんこうわんこうとうがっこう）は、鹿児島県鹿児島市平川町にある県立高等学校。

## 概要
2022年度までに累計15年間スーパーサイエンスハイスクール（SSH）の指定を受けた、科学教育に力を入れている高校である。2005年度にSSHの指定（2009年度まで5年間）を受け、2010年度に再度SSHの指定（2014年度まで5年間）を受けた。そのうち2012年度はコアSSHにも指定され、全国的な規模での共同研究が可能になった。2018年度には3回目のSSH指定（2022年度まで5年間）を受けた。
この間、2020年度に鹿児島県内の進学校では一般的に行われている朝課外を廃止している。
本館の中央吹き抜け部分にはフーコーの振り子を展示していた。
設置学科
- 全日制
  - 普通科
  - 理数科

制服
男子は紺色のブレザーに紺のネクタイ、女子は冬服の場合、紺色の生地にえんじ色のネクタイを付けたイートンジャケット、夏服の場合は白地のブラウスに紺のボウタイを付けたものである。

## 沿革
- 1971年（昭和46年）4月 - 鹿児島県立錦江湾高等学校として設立される[3]。普通科と理数科が設置された[3]。

## 行事
スポーツ交歓会
1992年より毎年、県立武岡台高校との間でスポーツ交歓会を実施している。

## 施設

### 学生寮
『青穂寮（せいすいりょう）』という名称の男子寮が校内に存在する。2011年度より女子寮が併設された。

### 山坂達者コース
裏山の高低差を利用したトレッキングコース。コースの頂付近には休憩所が設置されている。

## アクセス
- JR指宿枕崎線｢平川駅｣より徒歩約12分
- 鹿児島交通｢錦江湾高校バス停｣より徒歩約4分
- 登下校時にスクールバスが運行している (「魚見ヶ原」, 「星ヶ峯」方面)

## 主な出身者

### 政治
- 園田修光（国会議員：衆議院／参議院）
- 保岡宏武 (衆議院議員)

### 経済
- 岩元美智彦（日本環境設計創業者・会長）

### 教育
- 柳原孝敦（東京大学教授：スペイン語圏文学者／ラテンアメリカ文学者）

### 芸術・文化・芸能
- 今給黎教子（海洋冒険家）
- 馬場雄二（アナウンサー：鹿児島放送、退社後ジャパネットたかたMC）
- 藤井太洋（小説家・SF作家）
- 中西真貴（アナウンサー：鹿児島テレビ、退社後フリーアナウンサー）[要出典]
- 赤﨑千夏（声優）
- 土器手司（アニメーター）

### スポーツ
- 永田宏一郎（陸上競技選手）
- 雪丸梢（バレーボール選手）